# 莫納斯季爾恰尼
48°42′52″N 24°27′26″E / 48.71444°N 24.45722°E
莫納斯季爾恰尼（烏克蘭語：Монастирчани），是烏克蘭西部的村莊，隸屬伊萬諾-弗蘭科夫斯克州的伊萬諾-弗蘭科夫斯克區。該村始建於1378年，面積30平方公里，2001年人口1,548，人口密度每平方公里51.6人。